# 2015-ös magyar vívóbajnokság
A 2015-ös magyar vívóbajnokság a száztizedik magyar bajnokság volt. A bajnokságot december 18. és 19. között rendezték meg Budapesten, a Gerevich Aladár Nemzeti Sportcsarnokban.

## Eredmények
| Versenyszám          | Arany                        | Arany | Ezüst                                      | Ezüst | Bronz                                                      | Bronz |
| -------------------- | ---------------------------- | ----- | ------------------------------------------ | ----- | ---------------------------------------------------------- | ----- |
| Férfi tőrvívás       | Szabados Gábor Építők SC     |       | Balogh Boldizsár Újpesti TE                |       | Dósa Dániel Törekvés SEMészáros Tamás Újpesti TE           |       |
| Férfi párbajtőrvívás | Somfai Péter Bp. Honvéd      |       | Rédli András Balaton VK                    |       | Siklósi Gergely Balaton VKButa Levente Vasas SC            |       |
| Férfi kardvívás      | Szatmári András Vasas SC     |       | Nemcsik Zsolt Törökbálinti TC              |       | Noseda Norbert Diák VE SzigetszentmiklósPuy Kristóf MTK    |       |
| Női tőrvívás         | Kreiss Fanni Újpesti TE      |       | Mohamed Aida Újpesti TE                    |       | Jeszenszky Szilvia Terézvárosi DVEVarga Katalin Bp. Honvéd |       |
| Női párbajtőrvívás   | Mihály Kata Debreceni Honvéd |       | Bohus Réka Alföld Vívó Akadémia Békéscsaba |       | Csonka Valéria Vasas SCVárnai Vivien Bp. Honvéd            |       |
| Női kardvívás        | Márton Anna MTK              |       | Várhelyi Anna BVSC                         |       | László Luca Újpesti TEGaram Nóra MTK                       |       |